# Lelin-Lapujolle
 Lelin-Lapujolle  là một xã thuộc tỉnh Gers trong vùng Occitanie tây nam nước Pháp. Xã này có độ cao trung bình 133 mét trên mực nước biển.